# Đukići
Đukići (cyr. Ђукићи) – wieś w Bośni i Hercegowinie, w Republice Serbskiej, w gminie Šipovo. W 2013 roku liczyła 113 mieszkańców.